# Zubrzyca Mała
Zubrzyca Mała – wieś w Polsce, położona w województwie podlaskim, w powiecie sokólskim, w gminie Szudziałowo.
| SIMC    | Nazwa            | Rodzaj  |
| ------- | ---------------- | ------- |
| 0042435 | Miszkieniki Małe | kolonia |

W latach 1975–1998 wieś administracyjnie należała do województwa białostockiego.
Wierni kościoła rzymskokatolickiego należą do parafii Najświętszej Maryi Panny Pośredniczki Łask i św. Agaty w Minkowcach.